# Circondario di Tione
Il circondario di Tione era uno dei circondari in cui era suddivisa la provincia di Trento.

## Storia
Il circondario venne istituito nel 1923 in seguito alla riorganizzazione amministrativa dei territori annessi al Regno d'Italia dopo la prima guerra mondiale. Si estendeva sul territorio degli ex distretti giudiziari di Condino, Stenico e Tione.
Il circondario di Tione ebbe un'esistenza effimera: venne soppresso nel 1926 insieme ad altri 93 circondari ed il suo territorio aggregato al circondario di Trento.

## Suddivisione
All'atto dell'istituzione il circondario era così composto:
- mandamento di Condino
  - comuni di Agrone; Armo; Bersone; Bollone; Bondone; Brione; Castello; Cimego; Cologna in Giudicarie; Condino; Creto; Daone; Darzo; Lodrone; Magasa; Moerna; Persone; Por; Praso; Prezzo; Storo; Strada; Turano
- mandamento di Stenico
  - comuni di Andogno; Bleggio Inferiore; Bleggio Superiore; Campo; Comano; Dorsino; Fiavé; Lundo; Premione; San Lorenzo di Banale; Sclemo; Seo; Stenico; Stumiaga; Tavodo; Villa Banale
- mandamento di Tione
  - comuni di Bocenago; Bolbeno; Bondo; Borzago; Breguzzo; Caderzone Terme; Carisolo; Darè; Fisto; Giustino; Iavré; Lardaro; Massimeno; Montagne; Mortaso; Pelugo; Pinzolo; Preore; Ragoli; Roncone; Saone; Strembo; Tione; Verdesina; Vigo Rendena; Villa Rendena; Zuclo

Con la soppressione del circondario i mandamenti passarono al circondario di Trento.